# Piper nudiramum
Piper nudiramum är en pepparväxtart som beskrevs av C. Dc.. Piper nudiramum ingår i släktet Piper och familjen pepparväxter. Inga underarter finns listade i Catalogue of Life.